# Жеода
Жео́да или жеод (фр. géode от др.-греч. γεοειδής или γεώδης — «землеподобный»), или крупная секреция — геологическое образование, замкнутая полость в осадочных (преимущественно в известковых) или некоторых вулканических породах, частично или почти целиком заполненная скрытокристаллическим или явнокристаллическим минеральным веществом, агрегатами минералов; полая крупная секреция. Форма жеоды может быть любая, но чаще она изометричная, округлая, эллипсоидальная и пр.

## Строение жеоды
В жеодах минеральное вещество откладывается послойно от стенок к центру, а в случае ритмичности процессов поступления минерального вещества образуются концентрические зональные слои (например, в агатах) или наслаивающиеся одна на другую друзовые корки. Поверхность внутренней полости жеоды может быть образована кристаллами, почковидной коркой, сталактитоподобными натёками и другими минеральными агрегатами. Самые большие жеоды могут достигать в поперечнике более 1 м. Маленькие жеоды называются миндалинами (минимальная величина — менее 1 см).
Особенно часто встречаются жеоды, состоящие из минералов группы кварца. Но обычны и для многих других минералов, отлагающихся в пустотах.